# 堀岡村
堀岡村（ほりおかむら）は、かつて富山県射水郡にあった村。現在は射水市新湊地域の北部の堀岡地区となっている。

## 地理
北側は富山湾に面する。

## 沿革
- 1889年（明治22年）4月1日 - 町村制の施行により、射水郡堀岡新村、明神新村、新明神村、古明神村、堀江新村及び堀岡又新村の区域の一部をもって、射水郡堀岡村が発足する。村役場は当初、加藤新作の家屋を借りていた[4]。
- 1893年（明治26年） - 聞光村東側に村役場を建設[3]。
- 1928年（昭和3年）6月 - 新湊町と堀岡村が合併して市制を敷くという話題が持ち上がる（なお、新湊町は堀岡村より能町村の一部と牧野村を編入して市制を敷くことを希望していた）[5]。
- 1936年（昭和11年）6月14日 - 北陸巡視中の東久邇宮稔彦王が当村を通過[3]。
- 1938年（昭和13年）10月 - 村制50周年記念事業として旧高畠広告屋敷跡（堀岡字地子278番地、現在の堀岡福祉センターの場所）に同年5月から新築されていた階下160坪、階上64坪4合の近代的洋式建築の村役場が竣工[3]。
- 1953年（昭和28年）4月1日 - 新湊市に編入する。